# Bulbophyllum cupreum
Bulbophyllum cupreum là một loài phong lan thuộc chi Bulbophyllum.
 Tư liệu liên quan tới Bulbophyllum cupreum tại Wikimedia Commons